# Britzer Parkbahn
| Ein Zug der Britzer Parkbahn am 4. April 2014 |                     |                |                |
| Streckenlänge: | 5,0 km              |                |                |
| Spurweite: | 600 mm (Schmalspur) |                |                |
| Streckengeschwindigkeit: | 6 km/h              |                |                |
| |                     |                |                |
| Streckenverlauf |                     |                |                |
| \| \| \| \| \| \| \| \| Depot \| \| \| \| \| Buckower Damm \| \| \| \| \| \| \| \| \| \| \| \| \| \| \| Kalenderplatz \| \| \| \| \| \| \| \| \| \| Weinbergbrücke \| \| \| \| \| Festplatz \| \| \| \| \| \| \| \| \| \| \| \| \| \| \| Rosengarten \| \| \| \| \| \| \| \| \| \| Heidehof \| \| \| \| \| \| \| |                     |                |                |
| |                     |                |                |
| Abzweig geradeaus und von links · Betriebsstelle Streckenende und quer |                     | Depot          | Depot          |
| Bahnhof |                     | Buckower Damm  | Buckower Damm  |
| Strecke |                     |                |                |
| Strecke von links · Abzweig geradeaus und nach rechts |                     |                |                |
| Strecke · Bahnhof |                     | Kalenderplatz  | Kalenderplatz  |
| Strecke nach links · Abzweig geradeaus und von rechts |                     |                |                |
| Brücke |                     | Weinbergbrücke | Weinbergbrücke |
| Haltepunkt / Haltestelle |                     | Festplatz      | Festplatz      |
| Strecke unter Wasserlauf Anfang Hochstrecke |                     |                |                |
| Brücke über Wasserlauf |                     |                |                |
| Haltepunkt / Haltestelle |                     | Rosengarten    | Rosengarten    |
| Strecke |                     |                |                |
| Haltepunkt / Haltestelle |                     | Heidehof       | Heidehof       |
| |                     |                |                |

Die Britzer Parkbahn ist eine seit 1985 bestehende Parkeisenbahn im Britzer Garten in Berlin-Neukölln. Die Spurweite beträgt 600 mm.

## Geschichte
Der 5,0 km lange Rundkurs wurde anlässlich der Bundesgartenschau 1985 (BUGA) errichtet und zunächst als Gartenschaubahn bezeichnet. Von 1986 bis 2013 wurde die Anlage als Britzer Museumsbahn betrieben.
Im Jahre 2009 war eine angebliche Belästigung der Parkbesucher durch von den Lokomotiven ausgestoßene Abgase Gegenstand einer parlamentarischen Anfrage an den Senat von Berlin. In seiner Antwort bezeichnet der Senat die Britzer Museumsbahn als „beliebte Attraktion“. Lediglich beim Starten der Dieselloks komme es kurzzeitig zu stärkerer Rauchentwicklung.
2013 ruhte der Verkehr auf der Anlage. Nachdem der Vertrag mit dem bisherigen Betreiber nicht verlängert worden war, wurde sie 2014 neu verpachtet. Im April 2014 übernahm die Feldbahn Betriebsgesellschaft aus Ilmenau die Betriebsführung mit eigenen Fahrzeugen. Seitdem fährt die Bahn unter dem Namen Britzer Parkbahn. Stündlich verkehren zwei Züge.
Im Frühjahr 2016 wurde die Trasse im Bereich der Liegewiese und der Spiellandschaft verlegt, um gefährliche Situationen mit dort spielenden Kindern zu vermeiden. Hierdurch verkürzte sich die Streckenlänge geringfügig.
Wegen maroden Oberbaus musste die Bahn 2019 ihren Betrieb einstellen. Im Frühjahr 2020 wurden auf rund der Hälfte der Strecke die defekten Holzschwellen durch solche aus Stahl ersetzt. Coronabedingt erfolgte im Jahr 2020 jedoch keine Betriebsaufnahme. Auch im Jahr 2021 wurde der Verkehr nicht wieder aufgenommen. Seit dem 15. April 2022 ist die Parkbahn wieder in Betrieb und fährt täglich von 10 bis 18:30 Uhr mit zwei Zügen, die im Halbstundentakt verkehren.

## Anlage
Die Bahnstrecke verläuft am Rande des Parkgeländes mit zahlreichen Kurven, zwei Brückenüberführungen und einer -unterführung. An der Strecke liegen drei Bahnhöfe und zwei Haltepunkte:
- Buckower Damm
- Heidehof
- Rosengarten
- Festplatz
- Kalenderplatz

Der Lokschuppen befindet sich in der Nähe des Eingangs Buckower Damm.

## Fahrzeuge
Von 1986 bis 2013 wurden Fahrzeuge des damaligen Betreibers eingesetzt, die z. T. historischen Vorbildern nachempfunden waren. 2008 waren auf der Anlage u. a. der Nachbau eines Fahrzeuges der elektrischen Straßenbahn in Groß-Lichterfelde, eine Deutz-Diesellok, Typ LM216 F, B-pm (Baujahr 1927) und eine Diesellok des Herstellers Orenstein & Koppel, Typ MD2b, B-dm (Baujahr 1953) vorhanden. Daneben standen mehrere Personenwagen zur Verfügung.
Der heutige Betreiber setzt drei Lokomotiven des Typs Ns2f (Baujahr 1955) vom Lokomotivbau Karl Marx Babelsberg sowie die von der Muttenthalbahn stammende Diesellok LIA (Typ DS 60 von DIEMA, Baujahr 2004) ein. Die zweiachsigen Personenwagen basieren auf Fahrgestellen des Feldbahn-Herstellers Krupp-Dollberg, die vierachsigen Wagen auf Drehgestellen von Heeresfeldbahnwagen aus dem Ersten Weltkrieg. Zum Transport von Kinderwagen ist ein spezieller Niederbordwagen vorhanden, außerdem ein Gepäckwagen mit geschlossenem Aufbau. Die offenen Personenwagen sind überdacht und wurden speziell für den Britzer Garten hergerichtet. Sie bieten jeweils 20 bis 25 Personen Platz.
Im Jahr 2016 kam zu Ostern und zu Himmelfahrt eine Feldbahn-Dampflokomotive zum Einsatz, dies war der überhaupt erste planmäßige Einsatz einer Dampflokomotive auf dem Gelände. Die 1920 bei Orenstein & Koppel in Drewitz mit der Fabriknummer 7697 hergestellte Lok der Bauart Bt war ursprünglich bei der Torfbahn Himmelmoor im Einsatz.

## Betrieb
Seit April 2014 verkehrte die Britzer Parkbahn regulär mit einem Zug im Stundentakt. Bei Bedarf und an ausgewählten Feiertagen wurden zwei Züge eingesetzt.

## Galerie
Bilder der bis 2013 eingesetzten Fahrzeuge der damaligen Britzer Museumsbahn.

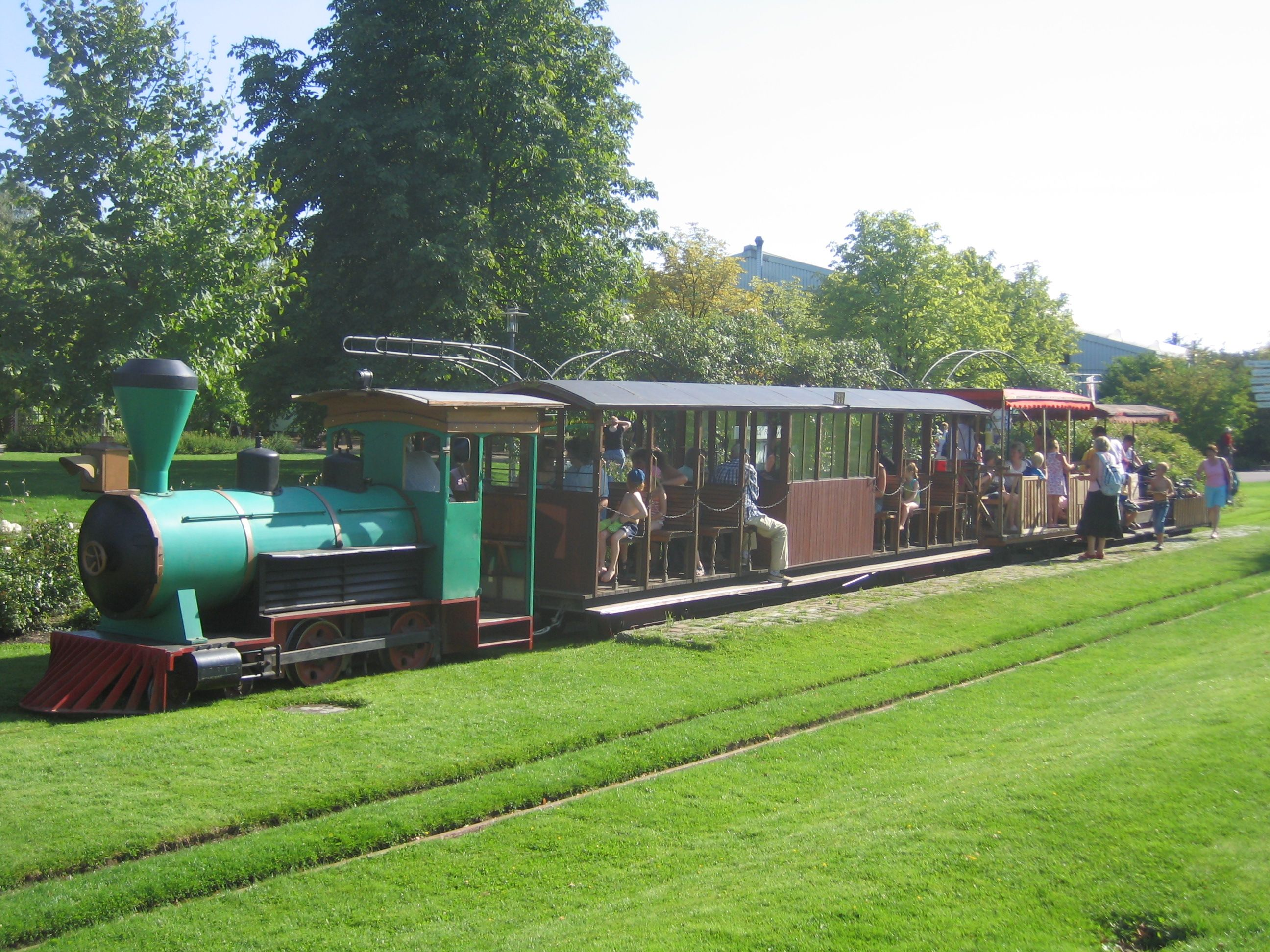
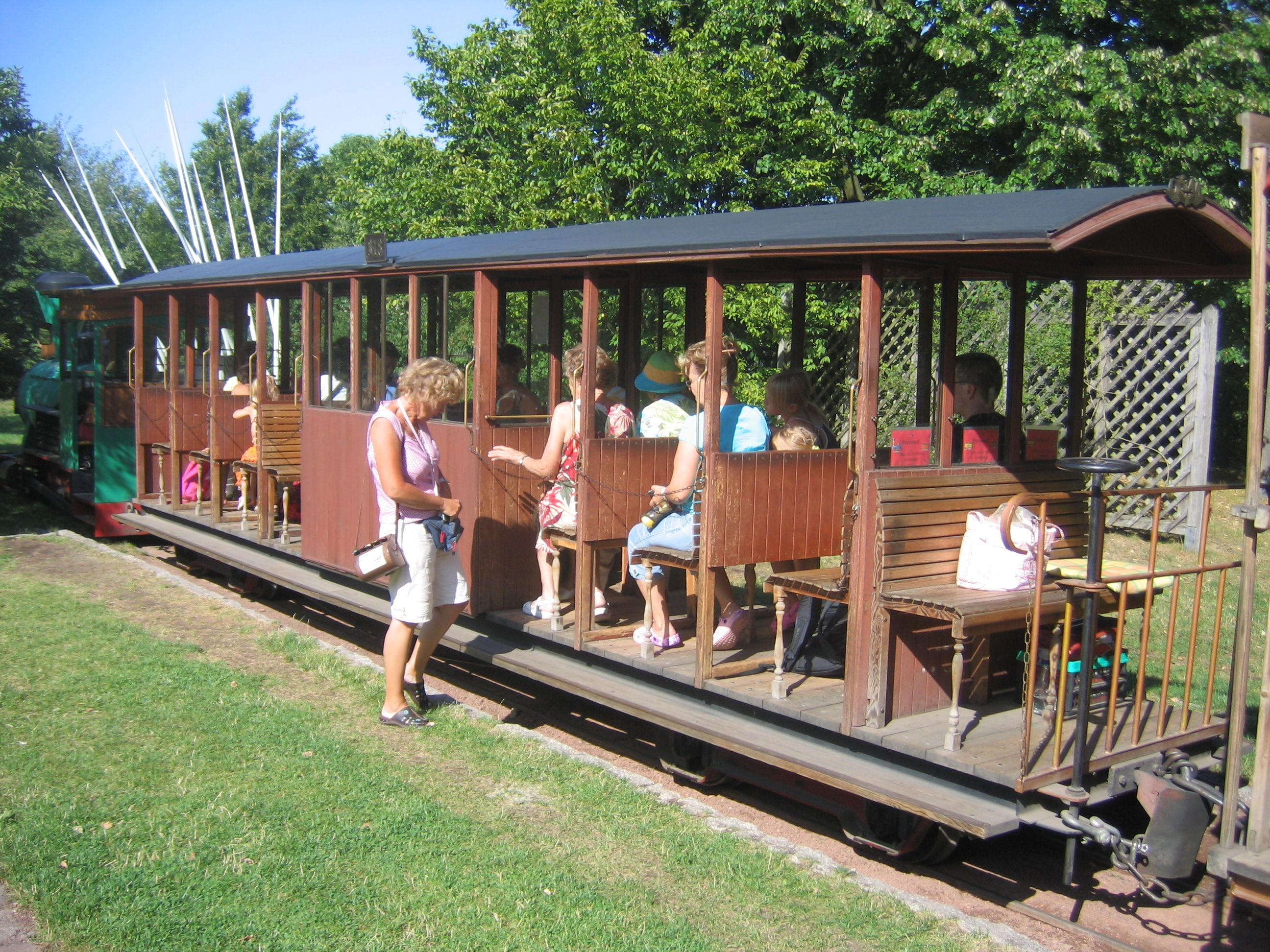
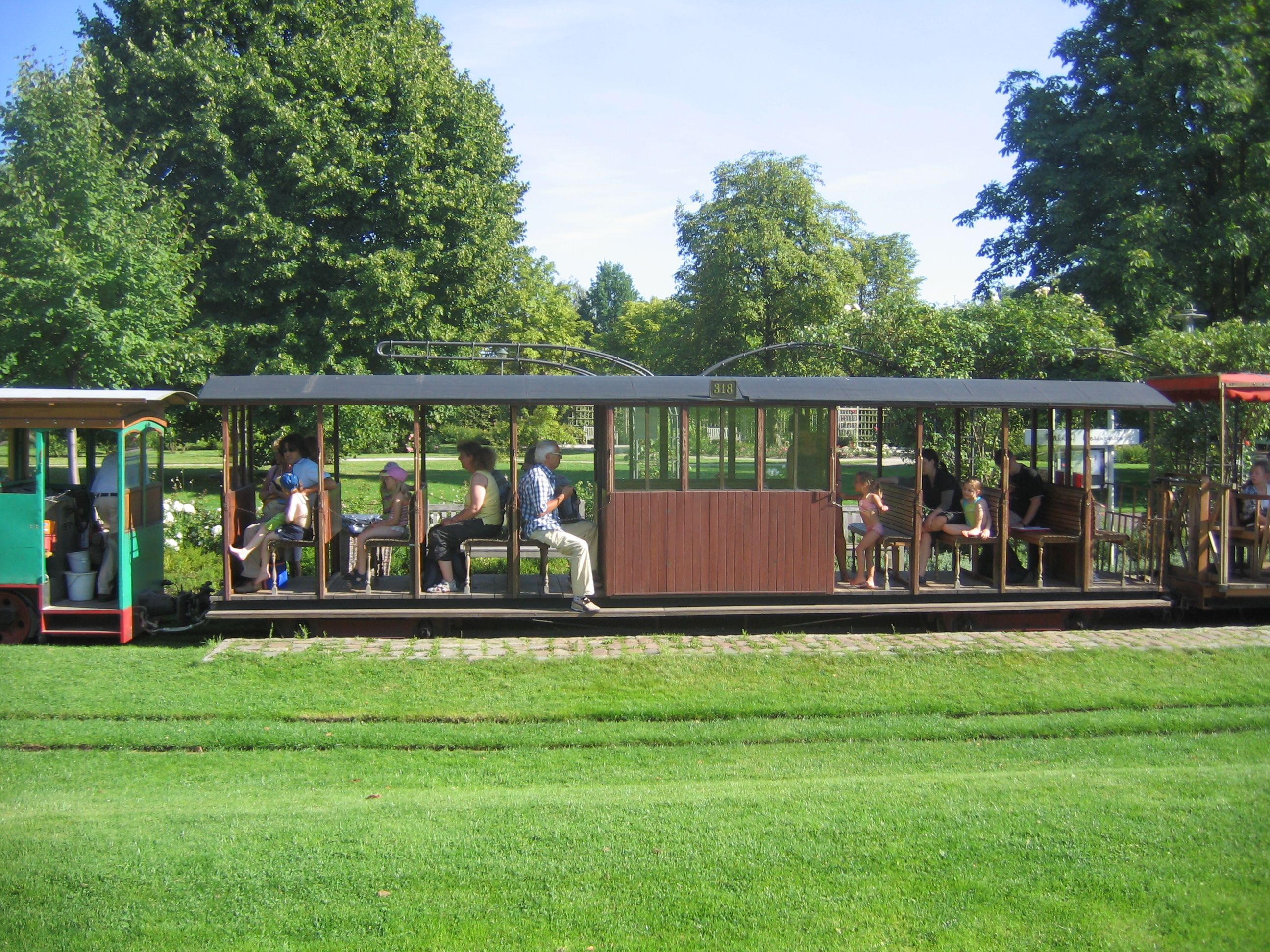
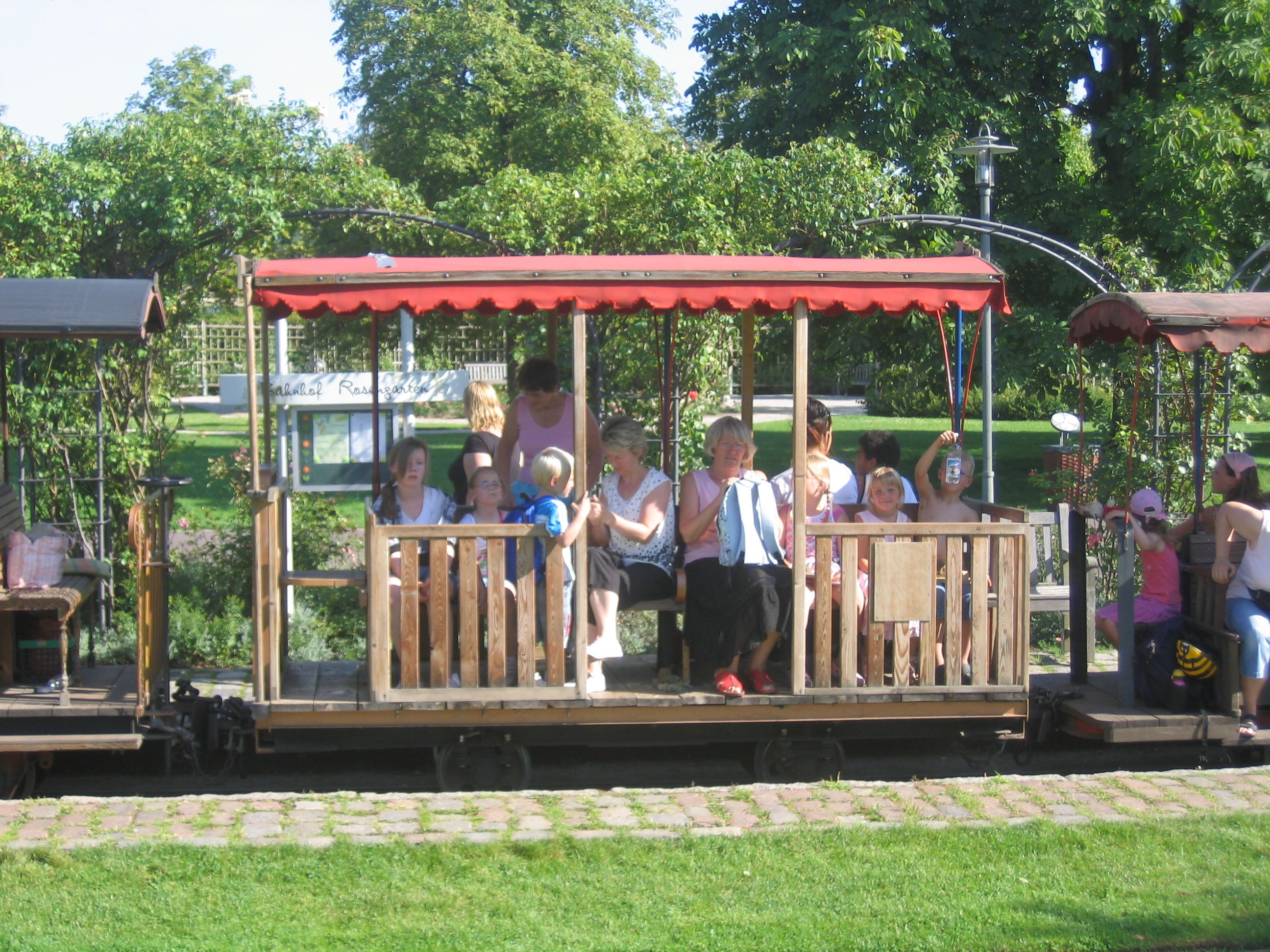